# Pałac w Modle
Pałac w Modle (niem. Schloss Modlau) –  pałac z XVI w. we wsi Modła (powiat bolesławiecki), wpisany do rejestru zabytków nieruchomych województwa dolnośląskiego; położony w centrum wsi, na terenie byłego PGR-u.

## Historia
Wieś w latach 1475-1828 stanowiła własność rodu Bibran. Zabytkowy pałac został wybudowany w latach 1564–1567 z inicjatywy Mikołaja von Bibrana, którego potomkowie w 1767 rozbudowali obiekt. Po śmierci Davida Heinricha (Henryka) von Bibrana (1758-1828), od 1782 żonatego z Marią Otylią von Schönberg, własność jego córki Fryderyki Henrietty Wilhelminy von Block (zm. 1850), od 1811 żony generała Johanna Benedikta (Jana Benedykta) von Block (1836-1861). Ich córką była Wilhelmina von Block zwana Bibran und Modlau, Gräfin von Rittberg (1821–1864), od 1858 żona Aurela Hugona Rittberga (1827–1902). 

Budowla założona była na planie prostokąta. W jej skład wchodziły trzy- i czterokondygnacyjne budynki mieszkalne z okrągłymi wieżyczkami w narożach. W 1869 następni właściciele z rodu von Ritterberg dokonali kolejnej adaptacji i przebudowy pałacu. W dobrym stanie przetrwał II wojnę światową.
Następnie przejęty przez PGR ulegał sukcesywnej dewastacji i grabieży, w konsekwencji czego popadł w totalną ruinę. Obecnie pozostało po nim gruzowisko porośnięte samosiewami.
Na słupach bram północnej i południowej znajdują się herby von: Bibran-Modlau,  Marii von Schönberg (żony Davida), Marii Elizabeth von Schweinitz (1698-1725, babki Davida); von Rittberg z rokiem 1861; von Rittberg i Bibran-Modlau z inicjałami W.G.R. (Wilhelminy Gräfin von Rittberg), oraz inskrypcja na tarczy (zniszczona).

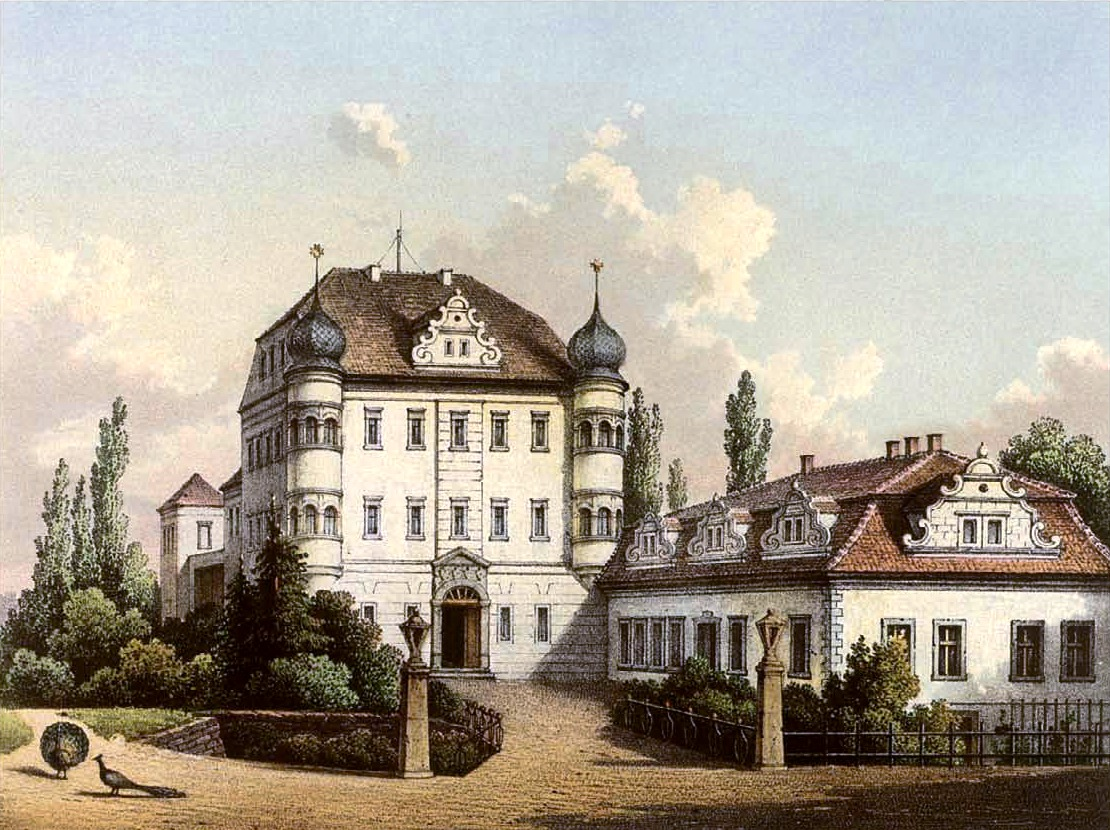
Pałac na grafice Alexandra Dunckera
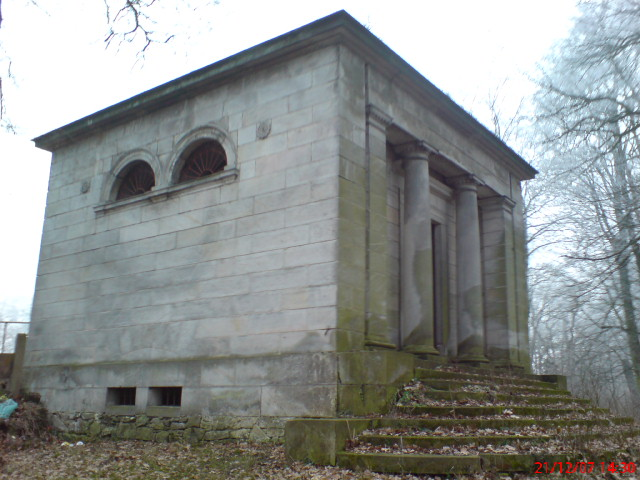
Mauzoleum
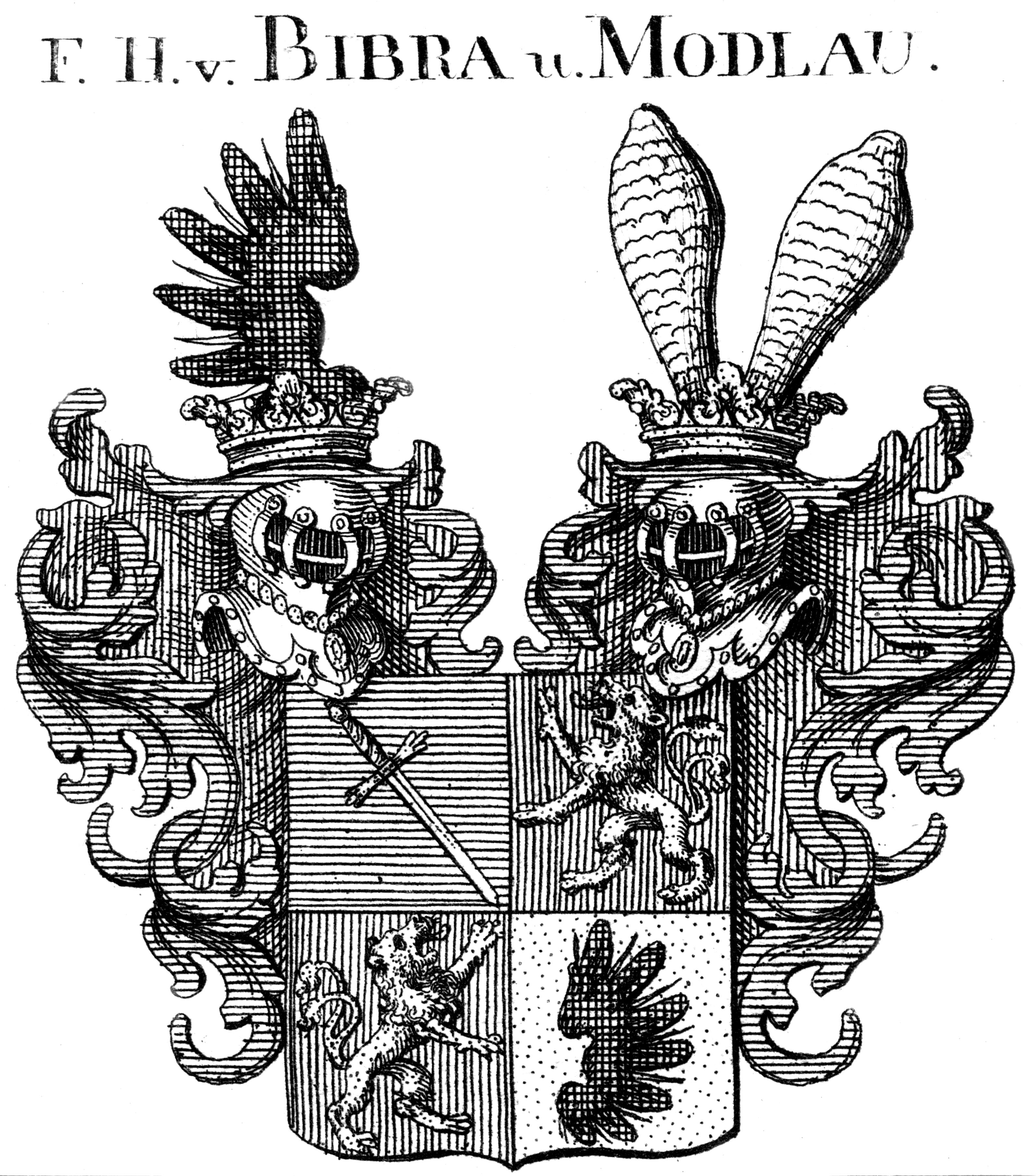
Herb von Bibran-Modlau
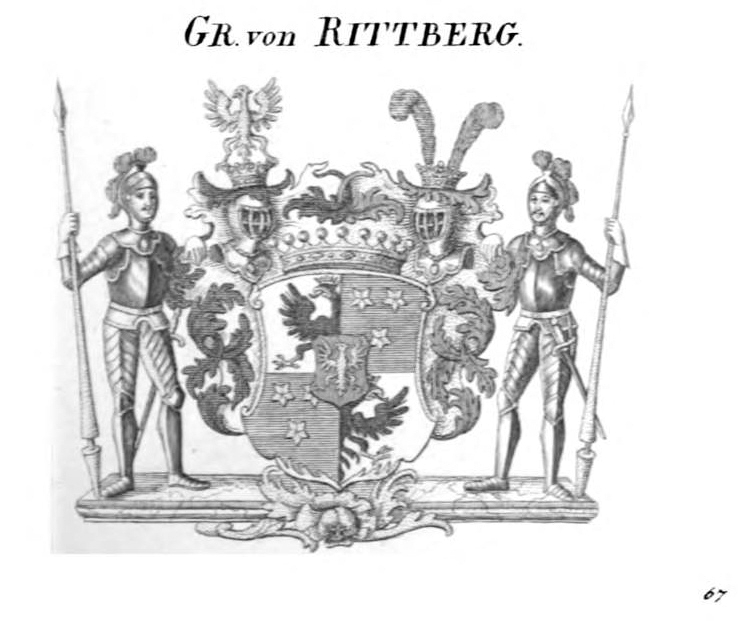
Herb von Rittberg
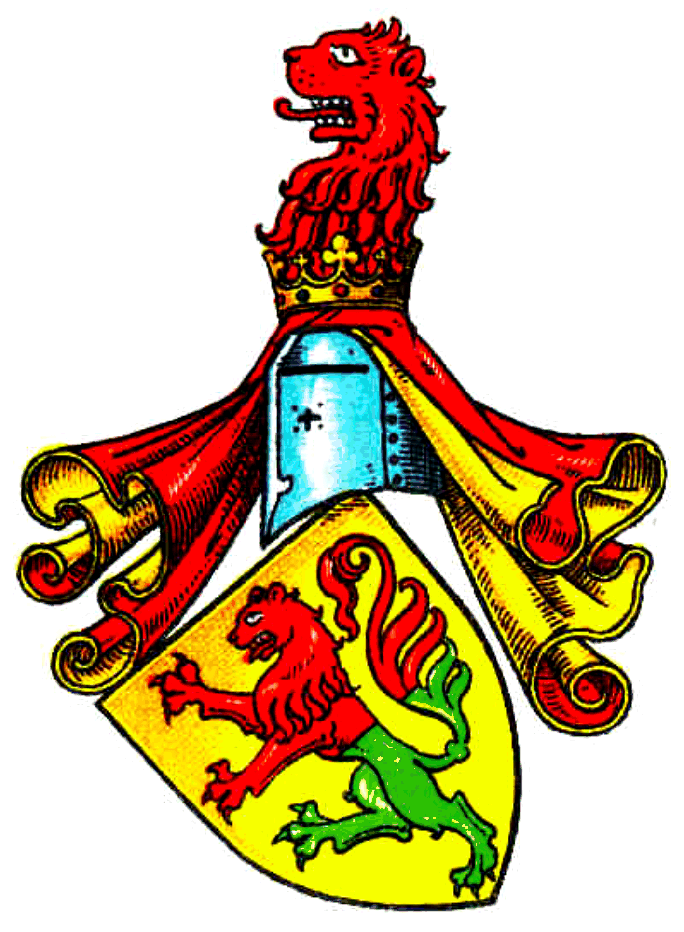
Herb Marii von  Schönberg
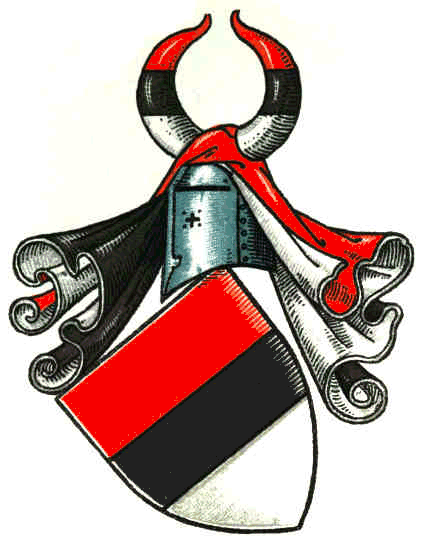
Herb Marii Schweinitz (1698-1725)